# Ford Explorer

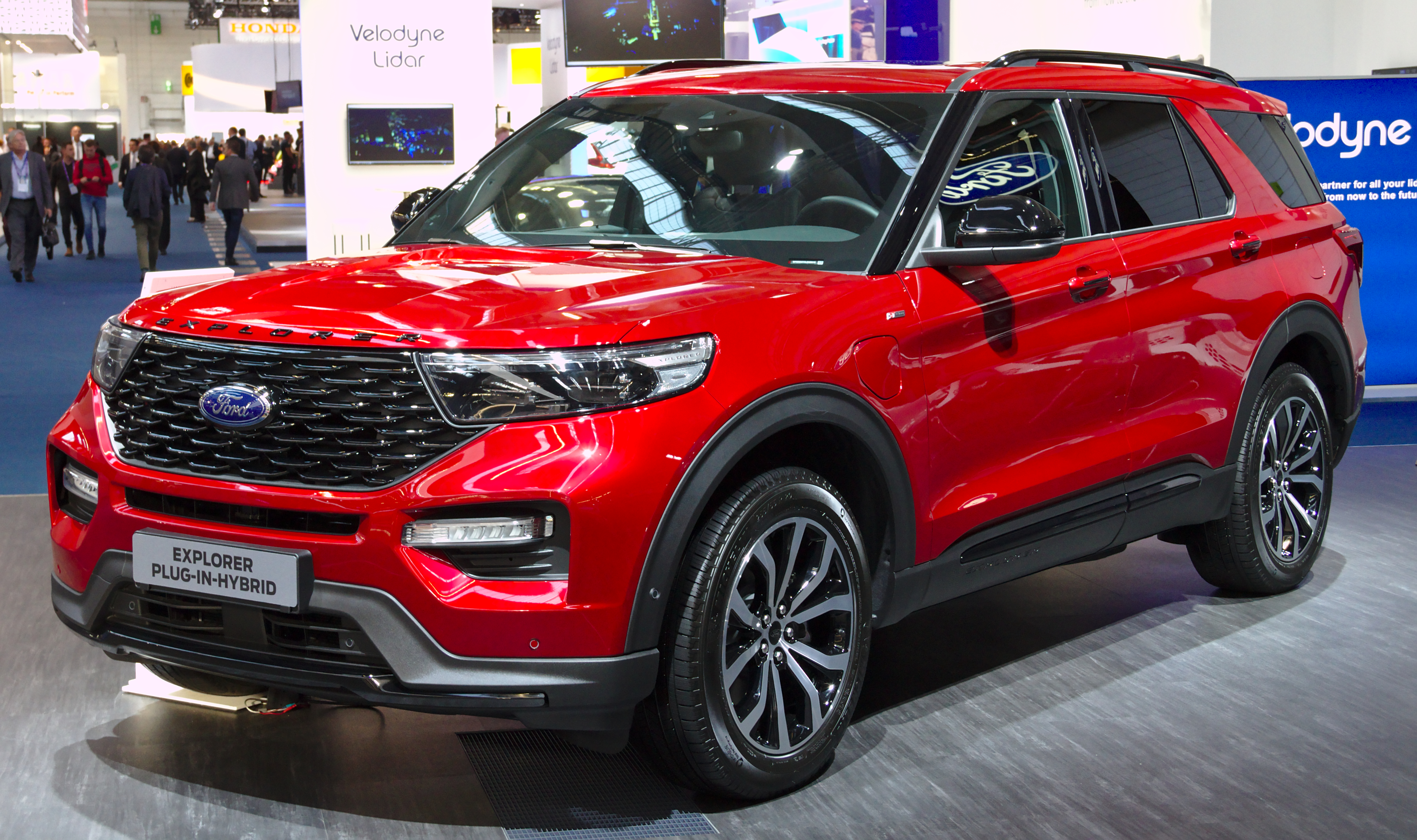
Ford Explorer del 2019

La Ford Explorer és un vehicle tot camí de grandària mitjana. La producció d'aquest vehicle va iniciar-se el 1990 a la planta de Louisville, Kentucky (també es va fabricar a Hazelwood, Missouri fins al tancament d'aquesta el 10 de març de 2006). Ha estat el vehicle més venut de la seva categoria als Estats Units des de la seva presentació al mercat.